# Broekhuizen (Landgraaf)
Broekhuizen (Limburgs: Brokkelze) is een buurtschap ten zuiden van Rimburg in de gemeente Landgraaf in de Nederlandse provincie Limburg. De buurtschap aan de Worm in het Wormdal vormt tegenwoordig een geheel met Rimburg, maar kende een eigen geschiedenis. De grens tussen de beide plaatsen lag in de buurt van de Lindegracht. In de tijd dat Rimburg een zelfstandige heerlijkheid en later gemeente was (tot 1887), behoorde Broekhuizen bij Ubach over Worms en niet bij het dichterbij gelegen Rimburg.
Bij Broekhuizen lag in de middeleeuwen het kasteel Broekhuizen, dat kort na 1630 is verdwenen.

## Geboren in Broekhuizen
- Gabriël Brühl, een Bokkenrijder

Dorpen: Nieuwenhagen · Rimburg · Schaesberg · Waubach

Gehucht: Oude Hopel

Woonwijken: Abdissenbosch · Eikske · Groenstraat · Heiveld · Hoefveld · Kakert · Lauradorp · Leenhof · Namiddagsche Driessen · Nieuwenhagerheide · Oude Heide · Parkheide

Limburg: Steden en dorpen      Nederland: Provincies · Gemeenten